# Дроген
Дроген (нім. Drogen) — громада в Німеччині, розташована в землі Тюрингія. Входить до складу району Альтенбургер-Ланд. Складова частина об'єднання громад Альтенбургер-Ланд.
Площа — 4,26 км2. Населення становить Невірний параметр metadata 16 077 004 ос. (станом на 31 грудня 2021).

## Галерея

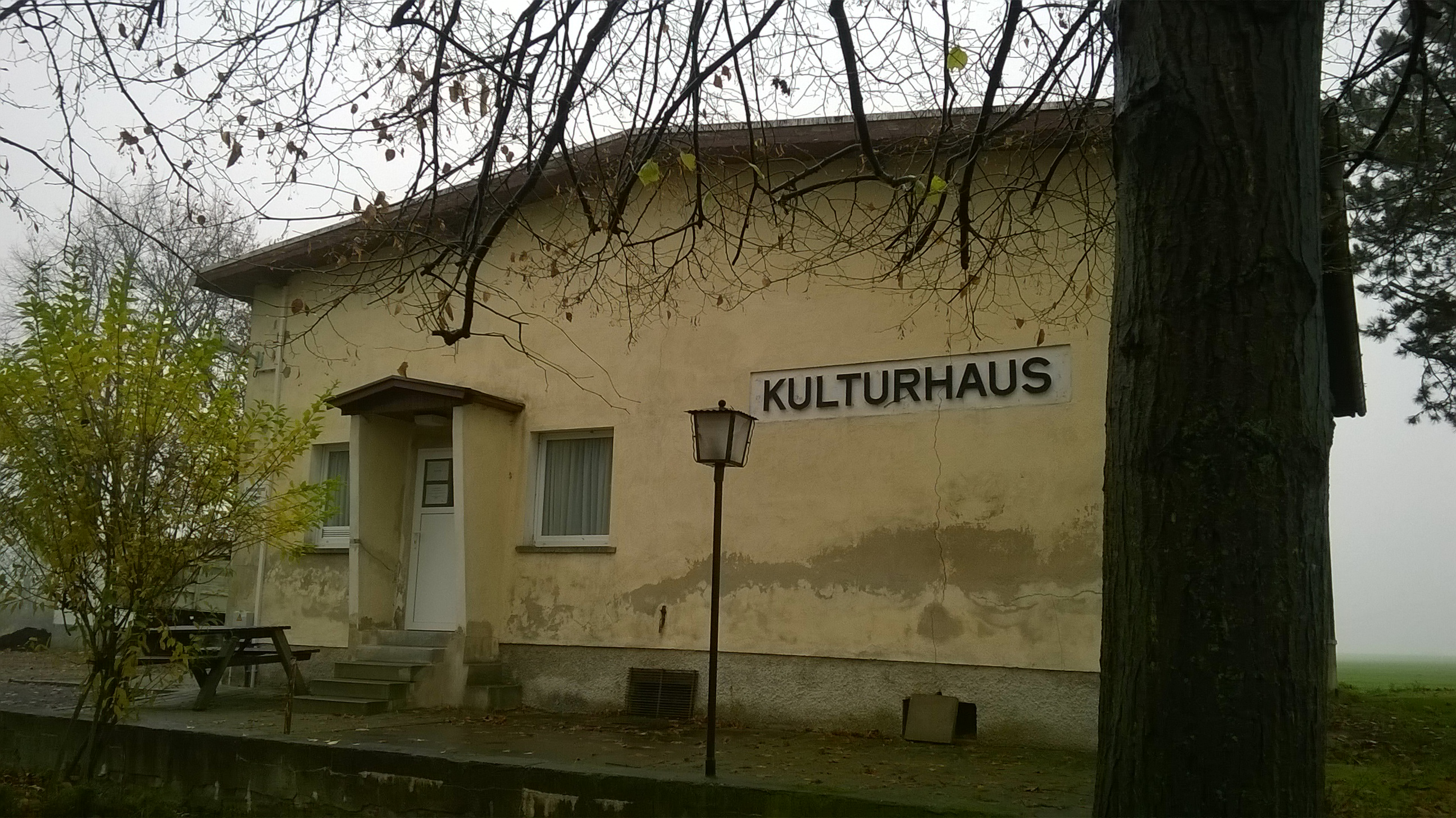
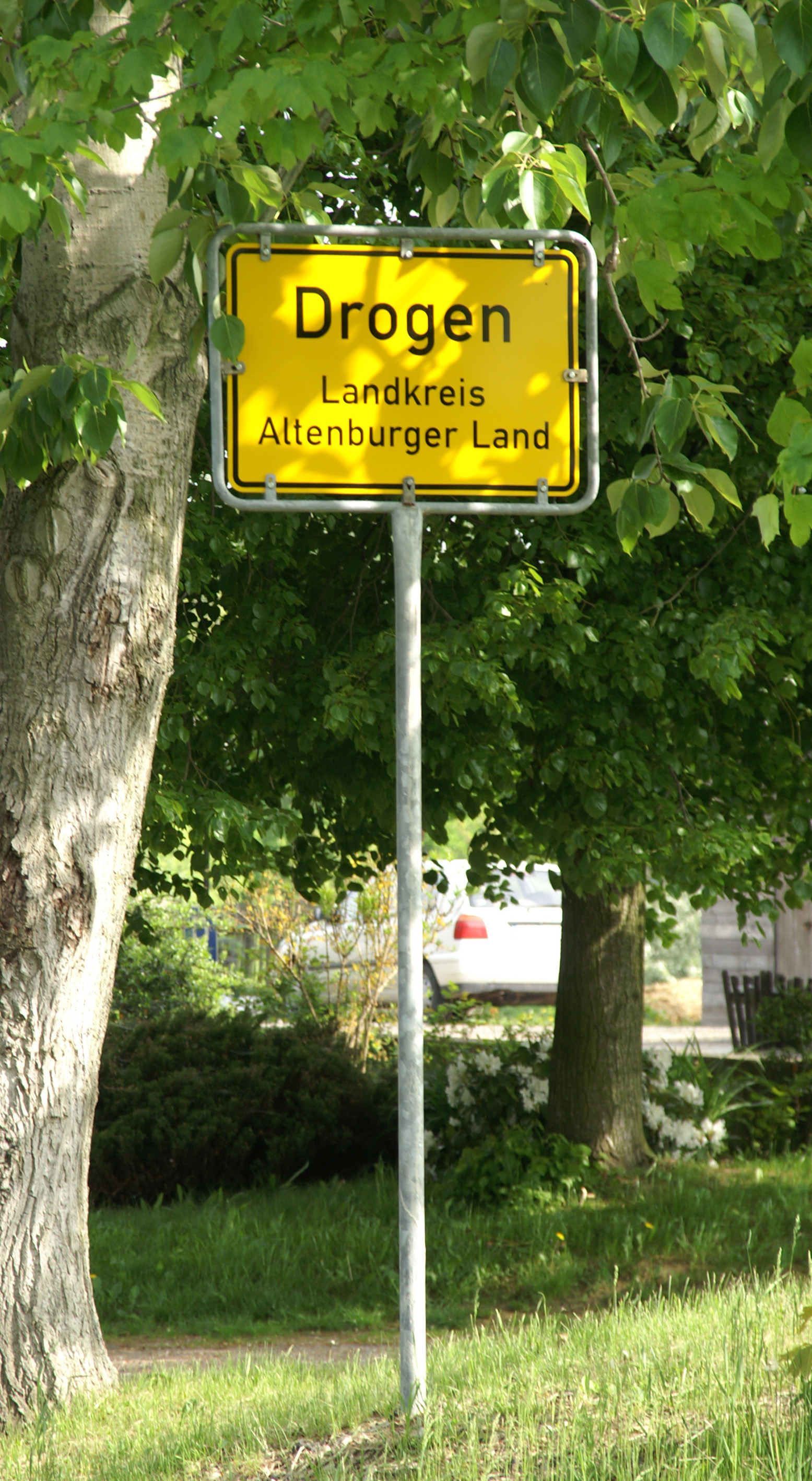